# Somme vide
En mathématiques, la somme vide est le résultat d'une addition d'aucun nombre. Sa valeur numérique est par convention égale à zéro. Ce fait est particulièrement utile en mathématiques et en particulier en algèbre. Un cas simple et bien connu est a + 0 = a. L'addition de zéro à un nombre quelconque donne toujours comme résultat ce nombre, parce que nous avons ajouté zéro copie de a, c'est-à-dire rien.
Plus généralement, étant donné une opération d'addition sur une certaine collection d'objets, la somme vide est le résultat d'une addition d'aucun objet de l'ensemble. Elle est généralement définie comme étant égale à l'élément neutre quand ce dernier existe pour l'opération donnée.